# Capilla de Nuestra Señora del Carmen (Calingasta)
La Capilla Nuestra Señora del Carmen es una iglesia católica ubicada en la localidad de Calingasta, en el centro este del departamento Calingasta, al suroeste de la provincia de San Juan, en el centro oeste de Argentina.
La capilla o iglesia fue construida por las órdenes jesuitas en el año 1739, con el objetivo de introducir la cultura española en América y lograr una progresiva integración cultural. Hoy el templo exhibe elementos típicos de la religión católica al tiempo que guarda valiosas huellas de antepasados de los grupos nativos de la zona. La arquitectura de la Capilla se caracteriza por su única, angosta y prolongada nave (galería o pasillo abierto). El espacio interior es rectangular y el pórtico se encuentra enmarcado por tres distinguidos arcos. El techo está constituido por tirantería de madera y sobre ella se apoya el cañizo y una cubierta de barro y paja. Los muros son de adobe y se asientan sobre cimientos de rocas. Están revocados con barro y pintados con cal.